# Verde Valle

Logo und Schriftzug vor dem Vereinsgelände Chivas Verde Valle

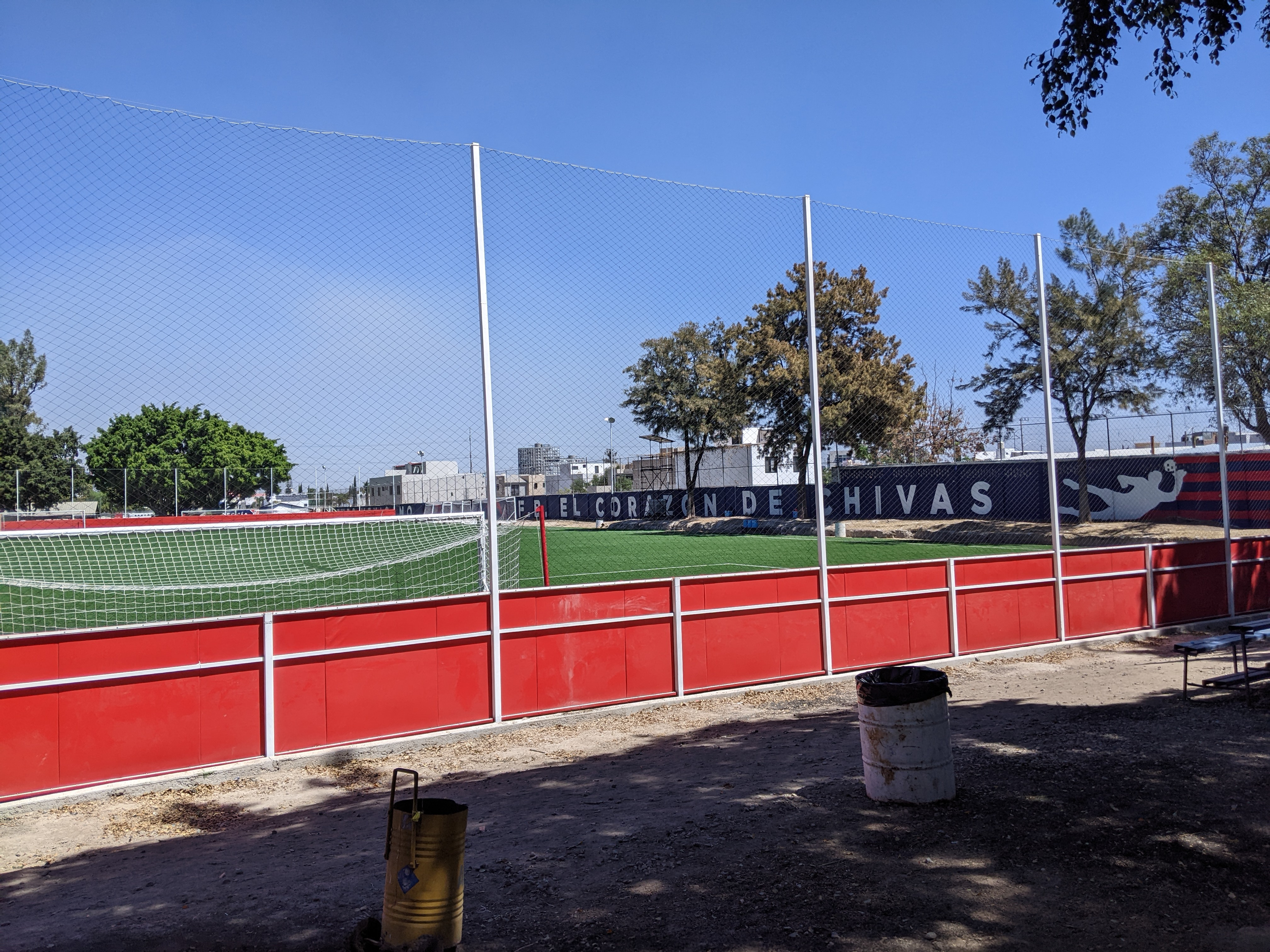
Trainingsplatz auf dem Vereinsgelände Chivas Verde Valle

Verde Valle (spanisch für Grünes Tal) ist Vereinssitz und Trainingsgelände des mexikanischen Sportvereins Chivas Guadalajara.

## Geschichte
Das 5 Hektar große Grundstück in Guadalajaras „Schwesterstadt“ Zapopan wurde 1979 unter der Leitung des seinerzeitigen Vereinspräsidenten Alfonso Cuevas Calvillo erworben, um ein fortschrittliches Trainingsgelände zu errichten, auf dem sich heute neben zwei Fußballplätzen, einem Basketballplatz, mehreren Tennisplätzen und einer Sporthalle auch jeweils ein Presse- und Speisesaal, Büro- und Schlafräume sowie 80 Parkplätze befinden. Seit der Verein um den Jahreswechsel 2006/07 seinen vorherigen Standort in La Providencia verlassen hatte, ist es zudem der offizielle Vereinssitz des Club Deportivo Guadalajara.
2004 wurde auf dem Gelände ein Fußballplatz konzipiert, der nach Fausto Prieto benannt ist, der für den Verein als Spieler in der alten Liga de Occidente, als Trainer in der neu eingeführten Profiliga und später 10 Jahre lang als Stellvertreter des jeweiligen Vereinspräsidenten tätig war. Dieser Platz erhielt 2012 denselben Rasen wie das nur rund 2 Kilometer Luftlinie entfernte  Estadio Akron, in dem der Club Deportivo Guadalajara seine Heimspiele austrägt. Ein einheitlicher Rasen im Stadion und auf den Trainingsplätzen war 2012 vom seinerzeit zuständigen Sportberater Johan Cruyff und seinem damals als Trainer für die erste Mannschaft verantwortlichen Landsmann John van ’t Schip gefordert worden, um einheitliche Bedingungen vorzufinden.
Verde Valle dient nicht nur als Trainingsgelände der verschiedenen Mannschaften des Vereins, sondern ist auch regelmäßiger Spielort der Nachwuchsmannschaften (U-17 und U-20) und dient ferner der Frauenfußballmannschaft von Chivas Femenil als gelegentliche Heimspielstätte. Eine kleine Hintertortribüne dient den Fans als Möglichkeit, Trainingseinheiten ihrer Mannschaft zu verfolgen und die Spieler einmal hautnah zu erleben. In seltenen Fällen nutzt sogar die erste Mannschaft das „Estadio Verde Valle“ für Freundschaftsspiele und seit dem 8. März 2019 werden auf dem Gelände anlässlich des Internationalen Frauentags vereinsinterne Freundschaftsspiele von eigens dafür zusammengestellten mixed Teams ausgetragen, die beide aus mehreren Mitgliedern der Männer- und Frauenfußballmannschaft bestehen. Mit dieser Veranstaltung möchte der Verein gemäß eigener Aussage die Werte der Gleichberechtigung und das Selbstwertgefühl seiner Mitglieder – sowohl auf dem Spielfeld als auch außerhalb davon – fördern.